# Kerunga
Kerunga (en népalais : केरुङ्गा) est un comité de développement villageois du Népal situé dans le district d'Arghakhanchi. Au recensement de 2011, il comptait 4 233 habitants.